# 三木里駅
三木里駅（みきさとえき）は、三重県尾鷲市三木里町にある、東海旅客鉄道（JR東海）紀勢本線の駅である。
当駅 - 新鹿駅間が同線最後の延伸区間である。

## 歴史
- 1958年（昭和33年）4月23日：国鉄紀勢東線（現・紀勢本線）九鬼駅 - 当駅間延伸時に終着駅として開設[1][2]。
- 1959年（昭和34年）7月15日：紀勢東線当駅 - 新鹿駅間延伸。同時に線路名称改定。紀勢東線が紀勢本線へ編入、同線の駅となる[1]。
- 1968年（昭和43年）8月1日：貨物取扱廃止[2]。
- 1983年（昭和58年）12月21日：無人駅化[3]。荷物扱い廃止[2]。
- 1987年（昭和62年）4月1日：国鉄分割民営化に伴い、JR東海の駅となる[1][2]。
- 2005年（平成17年）4月10日：交換設備撤去、2番ホーム使用停止。

## 駅構造
単式ホーム1面1線を有する地上駅。以前は相対式ホーム2面2線を有する交換可能駅で、駅舎側から1番線に新宮方面、2番線に多気方面列車が発着していたが、2005年4月にそのうち北側の線路が使用されなくなり、棒線駅となった。旧1番線に両方面列車が発着している。旧2番線は両ホームを結んでいた跨線橋や線路、待合所は既に撤去されており、ホームのみ残っている。
尾鷲駅管理の無人駅。開設時からのブロック積み駅舎を備える。内部の待合所にはシャッターが閉じた状態で窓口が残っている。

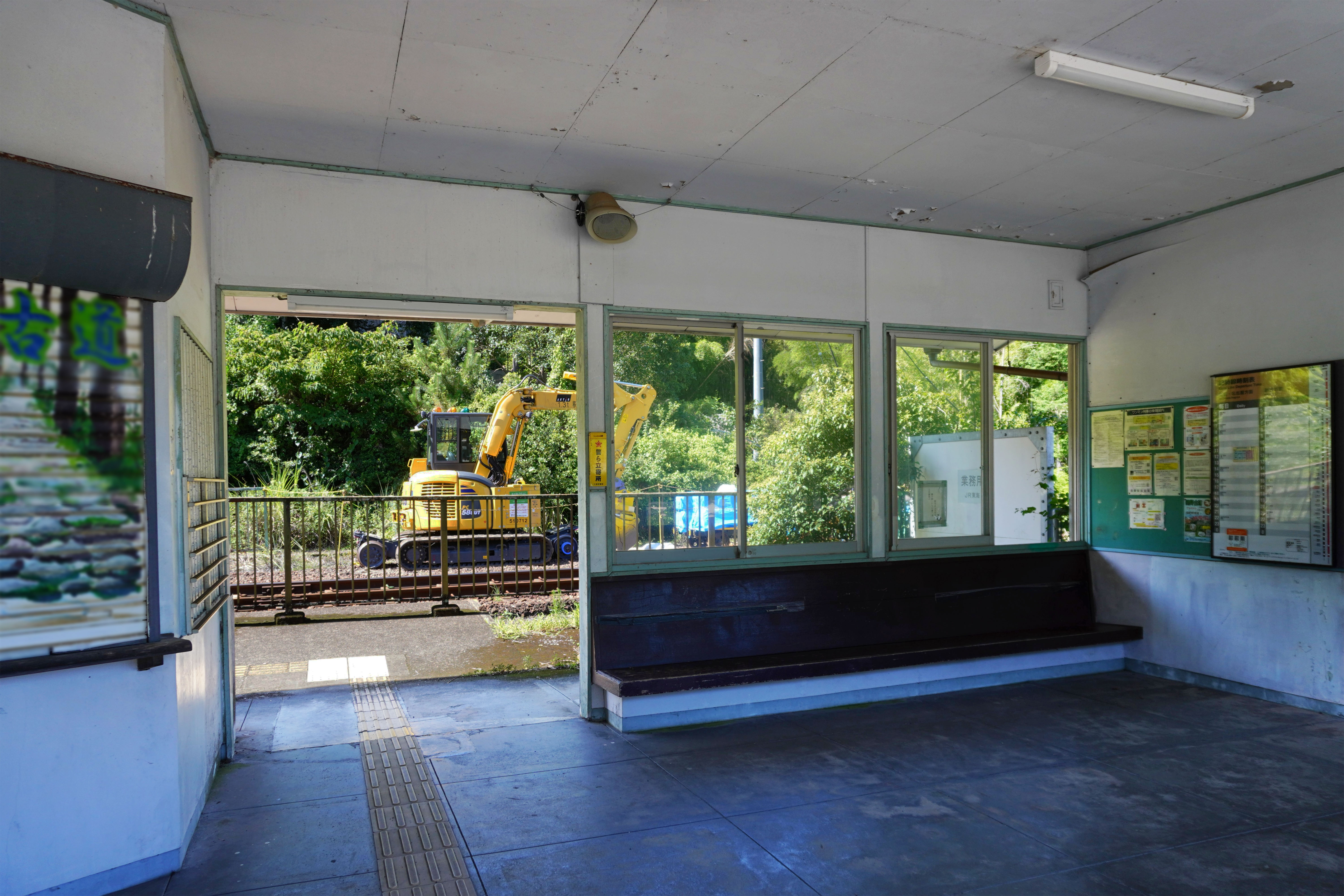
待合室（2023年7月）
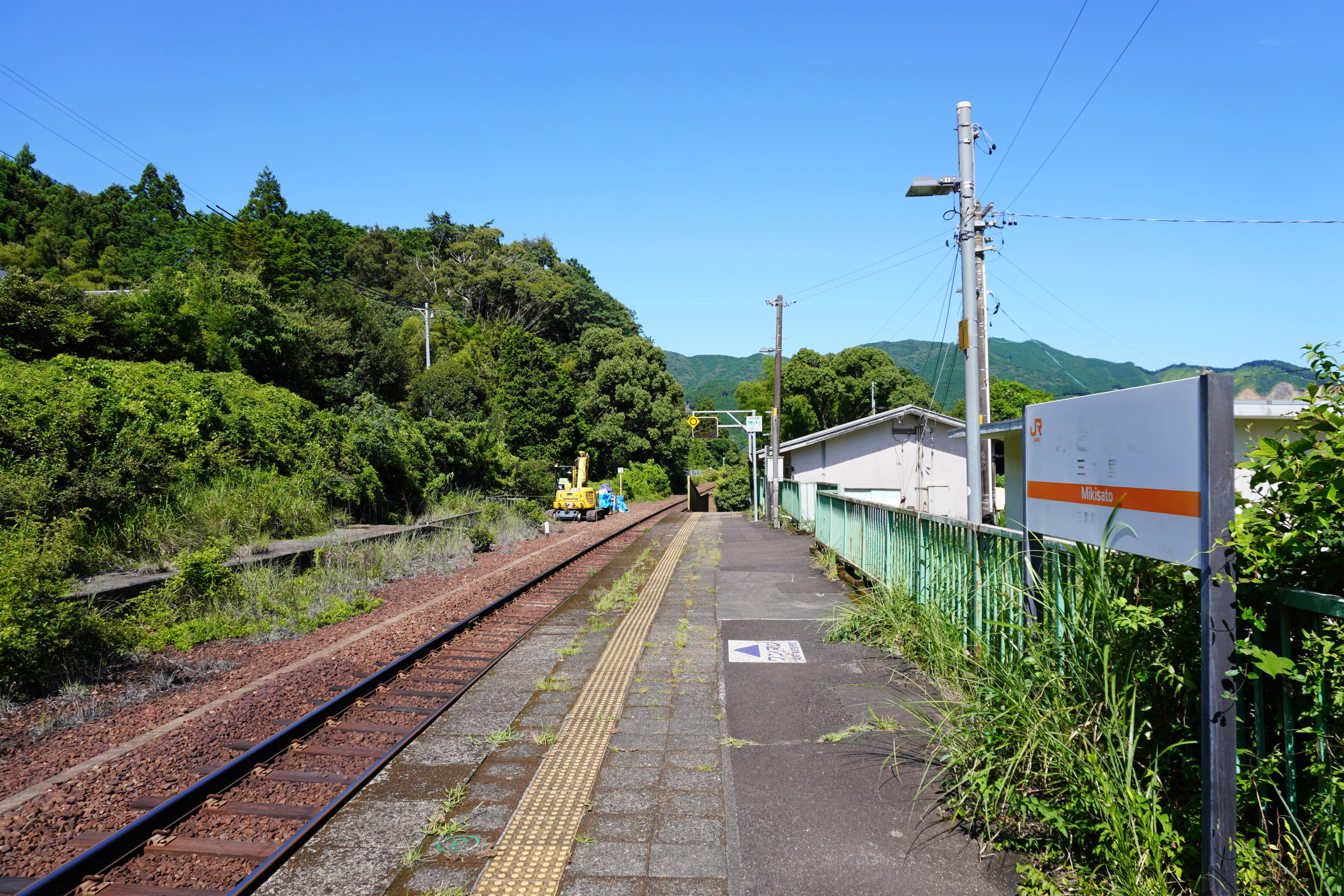
ホーム（2023年7月）

## 利用状況
「三重県統計書」によると、近年の1日平均乗車人員の推移は以下の通り。
| 年度   | 1日平均 乗車人員 |
| ------ | ---------------- |
| 1998年 | 150              |
| 1999年 | 135              |
| 2000年 | 120              |
| 2001年 | 111              |
| 2002年 | 96               |
| 2003年 | 85               |
| 2004年 | 86               |
| 2005年 | 81               |
| 2006年 | 81               |
| 2007年 | 79               |
| 2008年 | 70               |
| 2009年 | 68               |
| 2010年 | 70               |
| 2011年 | 70               |
| 2012年 | 74               |
| 2013年 | 77               |
| 2014年 | 66               |
| 2015年 | 64               |
| 2016年 | 55               |
| 2017年 | 52               |
| 2018年 | 54               |
| 2019年 | 48               |

## 駅周辺
付近の紀勢本線は複雑なリアス式海岸に沿って走っており、それぞれの入江最奥部にある集落同士をトンネルで1連絡している。当駅も賀田方亥谷トンネルと九鬼方名柄トンネルに挟まれた地点に位置しており、三木里集落から見ると高い位置に駅がある格好となる。
駅から坂を下って300m程行くと八十川の河口に開けた三木里集落がある。集落には郵便局、市役所出張所等があり、三木里海水浴場も近い。ほたるの里があり、時期になると無数の蛍が飛び交う。
- 紀北信用金庫輪内支店
- 法念寺：曹洞宗、境内の池にフナの変種で三重県の天然記念物である「鉄魚」が生息。

### バス路線
尾鷲市ふれあいバス路線が尾鷲駅・梶賀方面へ運行している。

## 隣の駅
東海旅客鉄道（JR東海）
■紀勢本線
九鬼駅 - 三木里駅 - 賀田駅